# Allegra Poljak
Allegra Poljak, née le 5 février 1999 à Kotor, est une footballeuse internationale serbe évoluant au poste d’attaquante.

## Biographie
Avec le club du Spartak Subotica, elle participe à la Ligue des champions féminine en 2015.

## Palmarès
- Championne de Serbie en 2015 et 2016 avec le Spartak Subotica
- Vainqueur de la Coupe de Serbie féminine en 2015 et 2016 avec le Spartak Subotica